# Bahnstrecke Bad Berleburg–Allendorf
| Sonderzug in Battenberg (Eder) 2006 |                         |                                         |                                         |
| Streckennummer (DB): | 2872                    |                                         |                                         |
| Kursbuchstrecke (DB): | ex 322.1                |                                         |                                         |
| Kursbuchstrecke: | 174k (1934) 198m (1946) |                                         |                                         |
| Streckenlänge: | 36,2 km                 |                                         |                                         |
| Spurweite: | 1435 mm (Normalspur)    |                                         |                                         |
| Zweigleisigkeit: | –                       |                                         |                                         |
| |                         |                                         |                                         |
| \| \| 0,0 \| Bad Berleburg (ehem. Bf) ⊙ \| 418 m \| \| \| 2,3 \| Hörre (Abzw) \| Hörre (Abzw) \| \| \| 2,4 \| nach Erndtebrück \| nach Erndtebrück \| \| \| 3,2 \| Raumland \| Raumland \| \| \| 5,5 \| Meckhaus \| Meckhaus \| \| \| 7,2 \| Arfeld ⊙ \| Arfeld ⊙ \| \| \| 8,4 \| Eder \| Eder \| \| \| 11,7 \| Schwarzenau (Eder) \| Schwarzenau (Eder) \| \| \| 14,0 \| Beddelhausen (Eder) \| Beddelhausen (Eder) \| \| \| \| Landesgrenze NRW / Hessen \| \| \| \| 18,4 \| Hatzfeld (Eder) \| Hatzfeld (Eder) \| \| \| 21,2 \| Eifa \| Eifa \| \| \| 21,5 \| Eifaer Bach \| Eifaer Bach \| \| \| 22,0 \| Seitengraben der Eder \| Seitengraben der Eder \| \| \| 22,5 \| Zufluss zum Wasserkraftwerk Friedenthal \| Zufluss zum Wasserkraftwerk Friedenthal \| \| \| 22,9 \| Holzhausen (Eder) \| Holzhausen (Eder) \| \| \| 23,4 \| Eder \| Eder \| \| \| 23,7 \| Eder \| Eder \| \| \| 24,4 \| Reddighäuser Hammer \| Reddighäuser Hammer \| \| \| 24,6 \| Hammer (Anst) \| Hammer (Anst) \| \| \| 25,5 \| Reddighausen \| Reddighausen \| \| \| 26,5 \| Dodenauer Tunnel (325 m) \| Dodenauer Tunnel (325 m) \| \| \| 27,2 \| Dodenau (zuletzt Hp) \| Dodenau (zuletzt Hp) \| \| \| 31,7 \| Battenberg-Auhammer (Anst, ehem. Hp) \| Battenberg-Auhammer (Anst, ehem. Hp) \| \| \| 32,5 \| Viessmann (Anst) \| Viessmann (Anst) \| \| \| 33,3 \| Battenberg (Eder) (Anst, ehem. Hp) \| 304 m \| \| \| 33,8 \| Seitengraben der Eder \| Seitengraben der Eder \| \| \| 34,2 \| Eder \| Eder \| \| \| 34,8 \| Battenfeld (Anst, ehem. Hp) \| Battenfeld (Anst, ehem. Hp) \| \| \| 35,1 \| Nitzelbach \| Nitzelbach \| \| \| 35,8 \| Linspherbach \| Linspherbach \| \| \| \| von Nuttlar \| \| \| \| 36,2 \| Allendorf (Eder) \| Allendorf (Eder) \| \| \| \| nach Frankenberg (Eder) \| \| \| \| \| \| \| \| Quellen: [1][2] \| \| \| \| |                         |                                         |                                         |
| Kopfbahnhof Streckenanfang (Strecke außer Betrieb) | 0,0                     | Bad Berleburg (ehem. Bf) ⊙              | 418 m                                   |
| ehemalige Blockstelle | 2,3                     | Hörre (Abzw)                            | Hörre (Abzw)                            |
| Abzweig ehemals geradeaus und nach rechts | 2,4                     | nach Erndtebrück                        | nach Erndtebrück                        |
| Bahnhof (Strecke außer Betrieb) | 3,2                     | Raumland                                | Raumland                                |
| Brücke über Wasserlauf (Strecke außer Betrieb) | 5,5                     | Meckhaus                                | Meckhaus                                |
| Bahnhof (Strecke außer Betrieb) | 7,2                     | Arfeld ⊙                                | Arfeld ⊙                                |
| Brücke über Wasserlauf (Strecke außer Betrieb) | 8,4                     | Eder                                    | Eder                                    |
| Bahnhof (Strecke außer Betrieb) | 11,7                    | Schwarzenau (Eder)                      | Schwarzenau (Eder)                      |
| Bahnhof (Strecke außer Betrieb) | 14,0                    | Beddelhausen (Eder)                     | Beddelhausen (Eder)                     |
| Grenze (Strecke außer Betrieb) |                         | Landesgrenze NRW / Hessen               | Landesgrenze NRW / Hessen               |
| Bahnhof (Strecke außer Betrieb) | 18,4                    | Hatzfeld (Eder)                         | Hatzfeld (Eder)                         |
| Haltepunkt / Haltestelle (Strecke außer Betrieb) | 21,2                    | Eifa                                    | Eifa                                    |
| Brücke über Wasserlauf (Strecke außer Betrieb) | 21,5                    | Eifaer Bach                             | Eifaer Bach                             |
| Brücke über Wasserlauf (Strecke außer Betrieb) | 22,0                    | Seitengraben der Eder                   | Seitengraben der Eder                   |
| Brücke über Wasserlauf (Strecke außer Betrieb) | 22,5                    | Zufluss zum Wasserkraftwerk Friedenthal | Zufluss zum Wasserkraftwerk Friedenthal |
| Bahnhof (Strecke außer Betrieb) | 22,9                    | Holzhausen (Eder)                       | Holzhausen (Eder)                       |
| Brücke über Wasserlauf (Strecke außer Betrieb) | 23,4                    | Eder                                    | Eder                                    |
| Brücke über Wasserlauf (Strecke außer Betrieb) | 23,7                    | Eder                                    | Eder                                    |
| Haltepunkt / Haltestelle (Strecke außer Betrieb) | 24,4                    | Reddighäuser Hammer                     | Reddighäuser Hammer                     |
| Abzweig geradeaus und von links (Strecke außer Betrieb) | 24,6                    | Hammer (Anst)                           | Hammer (Anst)                           |
| Bahnhof (Strecke außer Betrieb) | 25,5                    | Reddighausen                            | Reddighausen                            |
| Tunnel (Strecke außer Betrieb) | 26,5                    | Dodenauer Tunnel (325 m)                | Dodenauer Tunnel (325 m)                |
| Bahnhof (Strecke außer Betrieb) | 27,2                    | Dodenau (zuletzt Hp)                    | Dodenau (zuletzt Hp)                    |
| Betriebsstelle Strecke bis hier außer Betrieb | 31,7                    | Battenberg-Auhammer (Anst, ehem. Hp)    | Battenberg-Auhammer (Anst, ehem. Hp)    |
| Abzweig geradeaus und von links | 32,5                    | Viessmann (Anst)                        | Viessmann (Anst)                        |
| Blockstelle | 33,3                    | Battenberg (Eder) (Anst, ehem. Hp)      | 304 m                                   |
| Brücke über Wasserlauf | 33,8                    | Seitengraben der Eder                   | Seitengraben der Eder                   |
| Brücke über Wasserlauf | 34,2                    | Eder                                    | Eder                                    |
| Blockstelle | 34,8                    | Battenfeld (Anst, ehem. Hp)             | Battenfeld (Anst, ehem. Hp)             |
| Brücke über Wasserlauf | 35,1                    | Nitzelbach                              | Nitzelbach                              |
| Brücke über Wasserlauf | 35,8                    | Linspherbach                            | Linspherbach                            |
| Abzweig geradeaus und ehemals von links |                         | von Nuttlar                             | von Nuttlar                             |
| Dienststation / Betriebs- oder Güterbahnhof | 36,2                    | Allendorf (Eder)                        | Allendorf (Eder)                        |
| |                         | nach Frankenberg (Eder)                 |                                         |
| |                         |                                         |                                         |
| Quellen: |                         |                                         |                                         |

Die Bahnstrecke Bad Berleburg–Allendorf, auch Obere Edertalbahn oder Ederberglandbahn genannt, verläuft von Bad Berleburg nach Allendorf (Eder), wo sie in die Bahnstrecke Nuttlar–Frankenberg mündet. Sie zweigte am Abzweig Hörre von der Bahnstrecke Erndtebrück–Bad Berleburg ab und ist 36,2 Kilometer lang.

## Geschichte

### Eröffnung
Nachdem 1908 die Bahnstrecke von Nuttlar nach Frankenberg (Eder) eröffnet wurde, schritten die Bauarbeiten an der Oberen Edertalbahn voran. Sie wurde in mehreren Abschnitten eröffnet. Mehrere der Empfangsgebäude an der Strecke wurden von Regierungsbaumeister Alois Holtmeyer errichtet.
| Abschnitt                          | Eröffnet am       |
| ---------------------------------- | ----------------- |
| Bad Berleburg – Raumland           | 1. August 1910    |
| Raumland – Arfeld                  | 15. August 1911   |
| Arfeld – Hatzfeld (Eder)           | 1. April 1911     |
| Hatzfeld (Eder) – Allendorf (Eder) | 17. November 1910 |

In den Jahren nach der Eröffnung entwickelte sich der Verkehr äußerst positiv. Ab den 1950er Jahren ging er jedoch wieder zurück.

### Stilllegung

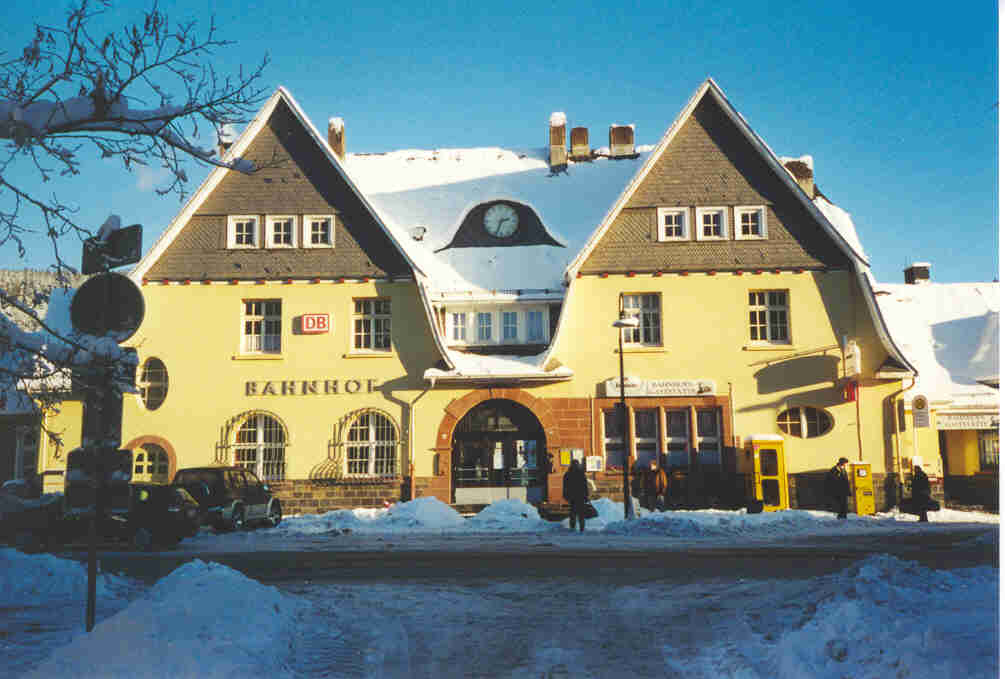
Bahnhof Bad Berleburg

Der Personenverkehr auf der Schiene endete am 30. Mai 1981 vollständig. Die Nachfrage war in den Jahren zuvor so stark gesunken, dass der Betrieb sich nicht mehr rentierte. Die Strecke wurde auch im Güterverkehr zwischen Arfeld und Hatzfeld am selben Tag stillgelegt. Ein Jahr später endete er auch zwischen Bad Berleburg und Arfeld. Dieser Abschnitt wurde bereits 1983 demontiert. Der restliche Güterverkehr wurde 1995 beziehungsweise 2002 weitgehend beendet. Zwischen Bad Berleburg und Battenberg-Auhammer ist die Strecke komplett abgebaut.
| Abschnitt                               | GV eingestellt am | Abbau          |
| --------------------------------------- | ----------------- | -------------- |
| Bad Berleburg – Arfeld                  | 30. November 1982 | 1983           |
| Arfeld – Hatzfeld (Eder)                | 30. Mai 1981      | 1983           |
| Hatzfeld (Eder) – Battenberg-Auhammer   | 29. Mai 1995      | 2000           |
| Auhammer-Gelände                        | 15. Dezember 2002 | 2005           |
| Battenberg-Auhammer – Battenberg (Eder) | 15. Dezember 2002 | nicht abgebaut |

## Heute

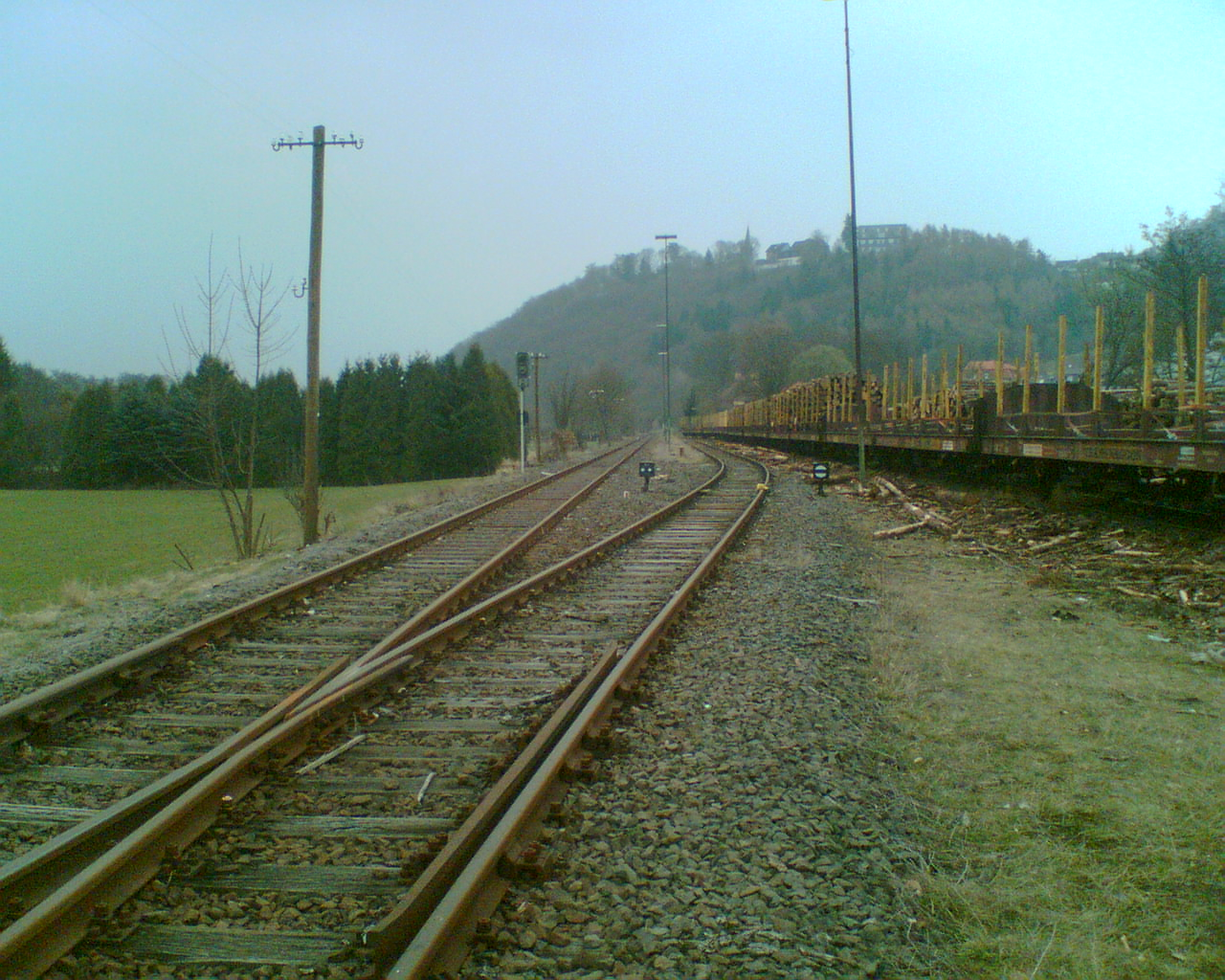
Bahnhof Battenberg (Eder) im Frühjahr 2009

Von 2005 bis 2007 fuhren unter Federführung der Kurhessenbahn von Mai bis Oktober an Sonn- und Feiertagen zwischen Frankenberg (Eder) und Battenberg-Auhammer Ausflugszüge der Baureihen 628.2 und 628.4. Seit der Einstellung des Ausflugsverkehrs 2007 wurde der Abschnitt nur noch unregelmäßig von Personenzügen befahren, wie beispielsweise bis 2017 zur Eder-Bike-Tour im Juni jeden Jahres. Auch Viessmann wird nicht mehr beliefert.
Im Abschnitt zwischen Bad Berleburg und Auhammer wurde der Ederauenradweg zum Teil auf die alte Bahntrasse verlegt. Hierfür wurde die Strecke entwidmet, die Schienen entfernt und die Trasse größtenteils asphaltiert.
Der Holzzugverkehr zwischen Allendorf und Battenberg endete vorerst 2017, doch 2021 stieg der Bedarf für Holztransport wieder an, sodass die Kurhessenbahn den Abschnitt bis zum Bahnhof Battenberg (Eder) ertüchtigen ließ, um wieder Transporte zu ermöglichen. Seit Juli 2021 findet wieder Holzzugverkehr statt. Der Abschnitt bis zum Auhammer weist seit 2002 keinen Güterverkehr mehr auf, ist aber bis auf ein kurzes Teilstück im Auhammergelände noch nicht abgebaut.
Im Jahr 2019 wurde die Strecke noch einmal instand gesetzt, um die Überführungsfahrt der Dampflok 01 118 in ein Privatmuseum am Auhammer zu ermöglichen; diese Fahrt war, aufgrund des schlechten Zustands der Strecke, nur mit Schrittgeschwindigkeit möglich.

## Zukunft
Im Jahr 2022 wurde die Wiederaufnahme des Personenverkehrs von Battenberg über Allendorf nach Frankenberg durch einen parteiübergreifenden Antrag im Kreistag gefordert und ist auch bereits Gegenstand einer Machbarkeitsstudie, die zu einem positiven Ergebnis kam. Züge aus Marburg könnten im Bahnhof Frankenberg geflügelt werden. Das Ergebnis einer Nutzen-Kosten-Untersuchung ergab ein positives Verhältnis von 1,29, womit das Projekt förderfähig wäre.

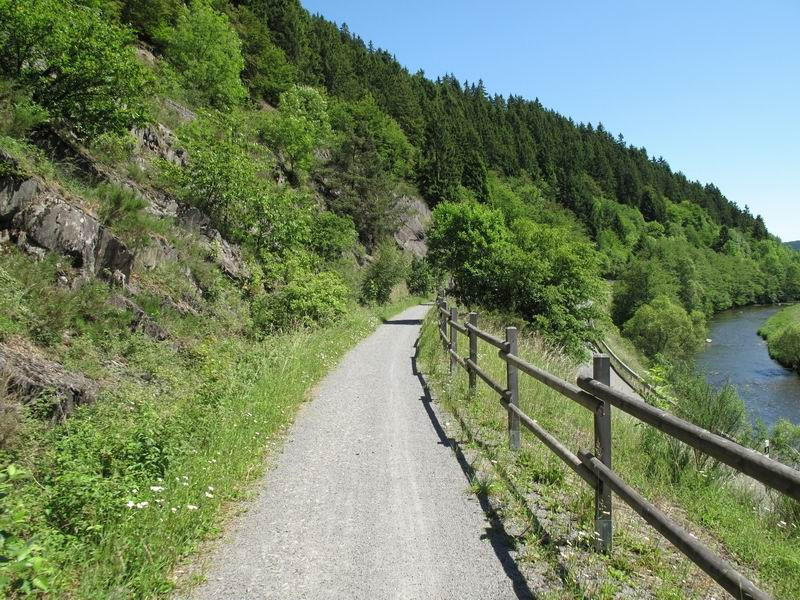
Radweg auf der alten Bahntrasse